# Cantó de Les Bouchoux
El cantó de Les Bouchoux és un cantó francès del departament del Jura, situat al districte de Saint-Claude. Té 11 municipis i el cap és Les Bouchoux.

## Municipis
- Bellecombe
- Les Bouchoux
- Choux
- Coiserette
- Coyrière
- Larrivoire
- Les Moussières
- La Pesse
- Rogna
- Viry
- Vulvoz

## Història
| Data d'elecció                           | Identitat         | Partit                                 | Qualitat |
| ---------------------------------------- | ----------------- | -------------------------------------- | -------- |
| 1945-1955                                | M. Vuaillat       | SFIO                                   |          |
| 1955-1973                                | M. Grosfilley     | MRP, després CD, després divers droite |          |
| 1973-2004                                | Marcel Odobel     | Divers droite, després RPR             |          |
| 2004-2011                                | Christian David   | UMP                                    |          |
| 2011-                                    | Jean-Daniel Maire | Divers gauche                          |          |
| les dades anteriors no són pas conegudes |                   |                                        |          |
|                                          |                   |                                        |          |